# Semtex

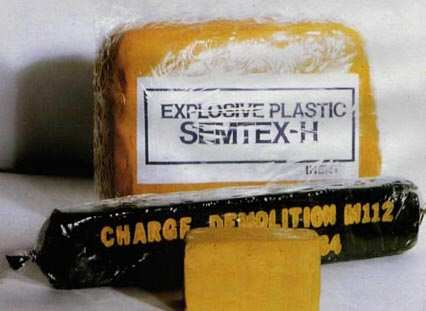
Semtex.

Semtex är en typ av sprängdeg som utvecklades och producerades i Tjeckoslovakien (numera Tjeckien) av Semtín Glassworks i Semtín under sena 1950-talet. Det utvecklades under namnet "B1" och namngavs sedan "semtex" år 1964. Första generationen av sprängdegen namngavs "SEMTEX 1A". Ett flertal nya generationer av olika kompositioner och fabrikat har utvecklats för diverse syften. Samtliga Semtex-produkter har en lukt och färg-markering, vilket möjliggör detektion och klassificering innan detonation. 
Semtex explosivitet är huvudsakligen baserad på pentyl och hexogen, koncentrationerna och kompositionerna av dessa två huvudsakliga sprängämnen varieras för diverse syften. För tillfället finns det åtta olika explosiva semtex-produkter.
Semtex är också namnet på en energidryck i Tjeckien.

## Semtex produktlinje[2]

### Semtex 1A
Semtex 1A använder kristalliserad pentyl som sin explosiva komponent, till skillnad från till exempel semtex 1H eller semtex 10, som även använder hexogen. Semtex 1A är semtex första produkt och har använts för olika syften. Semtex 1A kan utlösas under torra förhållanden, men också under vatten ner till 100 meters vattentryck. Semtex 1A har en röd färgsättning.

### Semtex 1H och 10
Semtex 1H och semtex 10 använder kristalliserad pentyl och hexogen som huvudsaklig explosiv komponent. Semtex 10, till skillnad från semtex 1H, innehåller ett bindemedel som låter det sättas direkt på ytan av väggar eller andra icke-horisontella ytor. Semtex 1H har diverse färgsättningar, medan Semtex 10 vanligen är svart. Genom att lägga till BCHMX (cis-1,3,4,6-Tetranitrooktahydroimidazo-[4,5-d]imidazol) och oktogen till semtex 1H har man kunnat påvisa en förstärkning i dess explosiva kraft.

### Semtex 10-SE och S30
Semtex 10-SE och S30 är produkter som är anpassade för explosion härdning. Semtex 10-SE är formaterad i rullar som kan skäras och klistras utefter behov. Semtex S30 är formaterat till en vit pulver-liknande substans. 

### Semtex C-4 och PW 4
Semtex C-4 och PW 4 använder till skillnad från resterande semtex-produkter endast Hexogen som sin aktiva explosiva komponent. Dessa två semtex produkterna har högst detonationshastighet, och har därmed haft frekvent användning i militära syften.

### Semtex 90
Semtex 90 är likt semtex 1A baserat på explosiviteten av dess två huvudingredienser, pentyl och hexogen. Semtex 90 har till skillnad från semtex 1A ett antal underkategorier anpassade för särskilda syften, nämligen Semtex 90 P, PH eller H.
Samtliga Semtex-produkter är anpassade för att vara fullt funktionella och formbara i temperaturer mellan -40𝇈C och +60𝇈C. Alla Semtex-produkter kan utlösas under vattentryck upp till 100m.

### Tabell över semtex-produkter energidensitet.
De diverse semtex-produkterna består av olika kompositioner av pentyl och hexogen. Nedanstående tabell visar de olika produkternas energidensitet.
| Semtex produktnamn | Energidensitet (kJ/kg) |
| Semtex 1A          | 2648                   |
| Semtex 1H          | 2765                   |
| Semtex 10          | 3679                   |
| Semtex 10-SE       | 2709                   |
| Semtex S30         | 1277                   |
| Semtex C4          | 3780                   |
| Semtex PW 4        | 3470                   |
| Semtex 90 PH       | 4319                   |
| Semtex 90 P        | 4438                   |
| Semtex 90 H        | 4063                   |

## Semtex historia
Semtex utvecklades och producerades i Tjeckoslovakien (numera Tjeckien) av Semtín Glassworks i Semtín under sena 1950-talet. Det utvecklades under namnet "B1" och namngavs sedan "semtex" år 1964.
Sedan dess påbörjade försäljning år 1964 har Semtex använts för diverse syften, både inom militären och exkavation. Dess militära innebörd blev särskilt stor under Vietnamkriget, då Nordvietnam importerade en stor mängd semtex från Tjeckoslovakien. År 1975 efter kriget kunde dock Nordvietnam inte betala för dess köp, så istället återbetalades skulden genom att Nordvietnam exporterade billig arbetskraft till Tjeckoslovakien. Överenskommelsen avbröts då att järnridån upplöstes. 